# Ballingry
Ballingry è una piccola città del Fife, Scozia, vicina al confine con Perth and Kinross, a nord di Lochgelly e aveva una popolazione di 5.961 abitanti al censimento del 2001.
I villaggi un tempo separati di Ballingry, Crosshill, Lochore e Glencraig, fanno parte dell'area comunemente indicata come Benarty. Ballingry fa parte dell'area di recupero del Fife, con necessità di sviluppo economico e sociale.
A Ballingry si trovano una grande scuola primaria, la Benarty Primary School e una più piccola, cattolica, la St Kenneth's. Vi sono diversi servizi pubblici quali un centro sociale, una stazione di polizia, tre pubs, due chiese e tre parchi gioco.

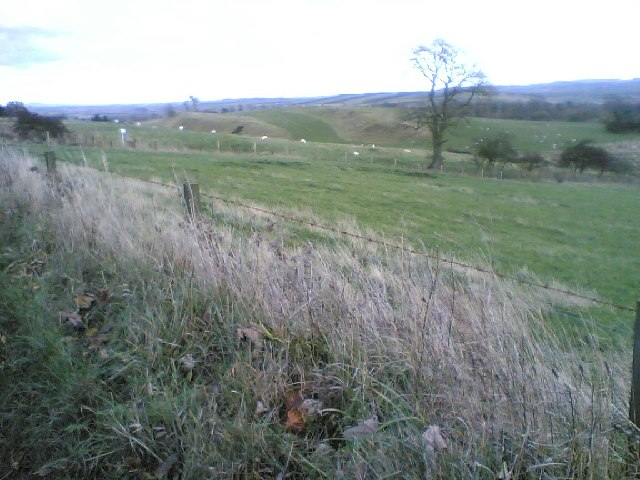
Ballingry, la campagna